# Ыктыл
Ыктыл (устар.: Иктыль, Уктыль) — река в России, течет по территории Усть-Куломского и Троицко-Печорского районов Республики Коми.

## Этимология
Название вероятно происходит от об.-угор. Ыктыл — «волоковой исток», «волоковой ручей», от средне хант. ухгт ел — «волоковой исток», «ключ проточки», ухгт игль — «волоковой ручей», от манс. ахт я — «небольшая река».

## География
Длина реки составляет 68 км. Исток в болотах в Троицко-Печорском районе. Устье реки находится в Усть-Куломском районе в 66 км от устья по левому берегу реки Южная Мылва.
Основные притоки (от устья)
- ?? км пр: Каин;
- 32 км пр: Лагунаёль (длина 17 км);
- 34 км пр: Ыктылвож (длина 14 км).

## Данные водного реестра
По данным государственного водного реестра России относится к Двинско-Печорскому бассейновому округу, водохозяйственный участок реки — Вычегда от истока до города Сыктывкар, речной подбассейн реки — Вычегда. Речной бассейн реки — Северная Двина.
Код водного объекта в государственном водном реестре — 03020200112103000014428.